# Liste von Persönlichkeiten der Stadt Coimbra
Die folgende Liste enthält in der portugiesischen Stadt Coimbra geborene Persönlichkeiten sowie Persönlichkeiten, die hier wirkten, chronologisch aufgelistet nach dem Geburtsjahr. Die Liste erhebt keinen Anspruch auf Vollständigkeit.

## In Coimbra geborene Persönlichkeiten

### Vor 1700

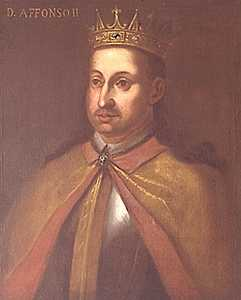
König Alfons II.

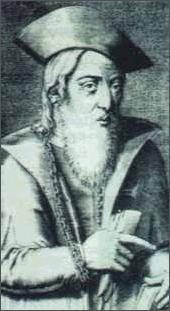
Francisco de Sá de Miranda

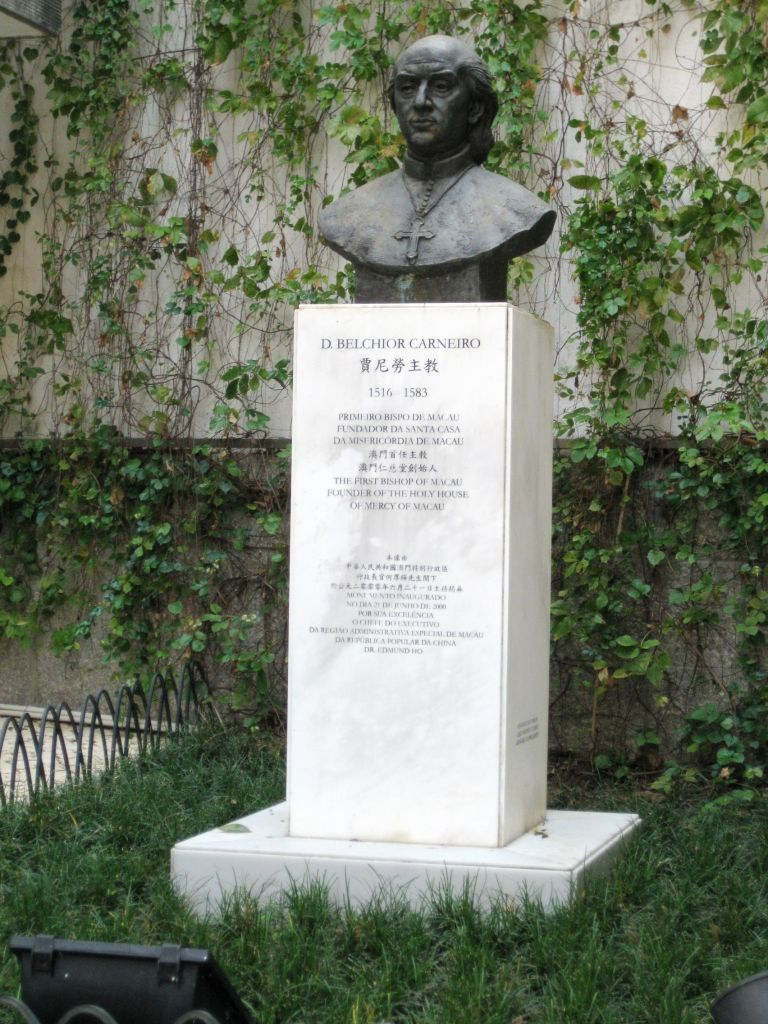
Büste Carniero Leitãos in Macau

- Paio Delgado (1110–?), Ritter, Mitstreiter des Königs Alfons I. bei der Belagerung von Lissabon 1147
- Urraca von Portugal (vermutlich 1151–1188), Tochter Alfons I., heiratete 1160 Ferdinand II. von León
- Sancho I. (1154–1211), der Besiedler (o povoador), zweiter König von Portugal aus dem Hause Burgund
- Teresa von Portugal (1157–1218), heiratete 1159 Philipp I. von Flandern und 1193 Odo III. und Burgund
- Teresa von Portugal (1176–1250), seliggesprochene erste Frau des Königs Alfons IX. von León
- Sancha von Portugal (1180–1229), seliggesprochene Herrin von Alenquer, Gründerin des Klosters Mosteiro de Celas in Coimbra
- Alfons II., der Dicke oder der Gesetzgeberkönig (o rei legislador) (1185–1223), dritter König von Portugal aus dem Hause Burgund
- Teresa Sanches (1205–1230), uneheliche Tochter des Königs Sancho I.
- Alfons III., der Wiederhersteller (o restaurador) (1210–1279), fünfter König von Portugal aus dem Hause Burgund
- Alfons IV., der Kühne (1291–1357), siebter König von Portugal aus dem Haus Burgund
- D. Pedro I. (1320–1367), achter König Portugals aus dem Hause Burgund, heiratete Inês de Castro
- Beatrice von Portugal (1347–1381), Infantin von Portugal und Gräfin von Albuquerque
- Beatrix von Portugal (1373–1409), Königin von Kastilien und León
- Peter von Portugal (1392–1449), erster Herzog von Coimbra
- Filippa von Coimbra und Urgell (1435–1497), katalanische und portugiesische Adlige
- Francisco Álvares (1465–1540), Missionar und Äthiopienreisender
- Henrique de Coimbra (etwa 1465–1532), Ordensgeistlicher und Missionar
- Heinrich von Coimbra (1495–1532), Bischof von Ceuta, wirkte in Olivenza
- Francisco de Sá de Miranda (1485–1558), Dichter
- Mem de Sá (1500–1572), adliger Jurist und Kolonialverwalter, Mitbegründer von Rio de Janeiro
- Belchior Carneiro Leitão (1516–1583), jesuitischer Bischof, wirkte in Macau und war Patriarch von Äthiopien
- Melchior Miguel Carneiro Leitão (um 1519–1583), Jesuitenmissionar
- Luís Vaz de Camões(* 1524/1525 vermutlich in Coimbra oder Lissabon; studiert in Coimbra, † 1579/1580 in Lissabon), bedeutender Dichter Portugals und der portugiesischen Sprache.
- Maria von Portugal (1527–1545), portugiesische Prinzessin, erste Ehefrau des späteren spanischen Königs Philipp II.
- Diego de Paiva de Andrade (1528–1575), Theologe
- Teotónio de Bragança (1530–1602), Theologe, Erzbischof von Braga
- Jerónimo de Ruão (1530–1601), Architekt der Renaissance, Sohn des Architekten João de Ruão/Jean de Rouen (1500–1580)
- Pedro de Cristo (1545 oder 1550–1618), polifoner Komponist der Renaissance
- Pedro de Mariz (1550–1615), Bibliothekar, Historiker und Autor
- Tomé Velho (1555–1632), Architekt und Bildhauer
- Diogo de Carvalho (1578–1624), jesuitischer Missionar, seliggesprochener Märtyrer in Japan
- António Tenreiro (15./16. Jh.), Forschungsreisender und Buchautor
- José Simões (16. Jh.), königlicher Hofzimmerer
- António de Macedo (1612–1695), jesuitischer Pädagoge und Diplomat
- Pedro de Castilho († 1630), Bischof und Inquisitor, zweimaliger Vizekönig Portugals unter spanischer Herrschaft
- Jerónimo Baía (1630–1688), benediktinischer Kirchenhistoriker und bedeutender Barocklyriker

### 1701 bis 1900

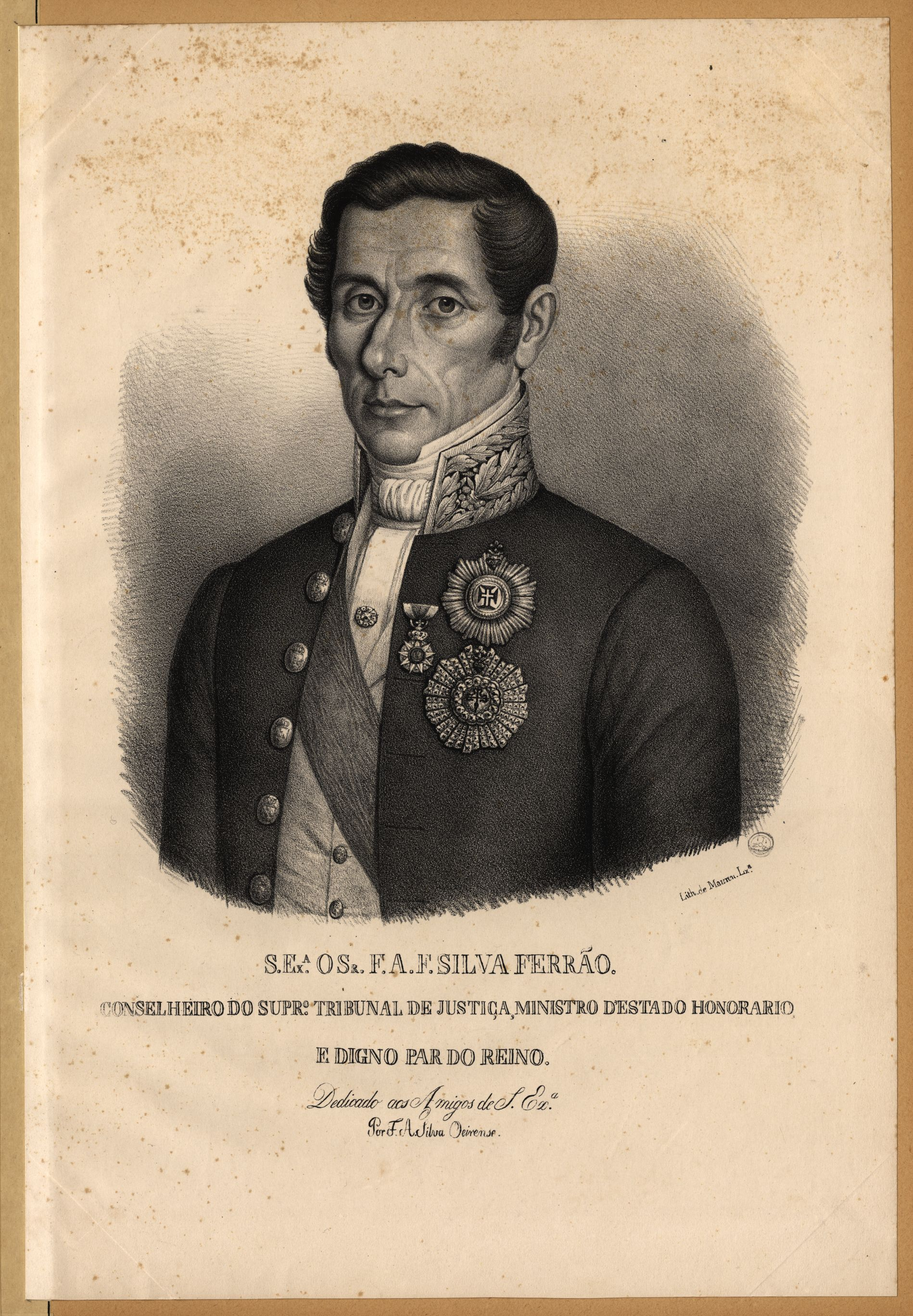
Francisco Silva Ferrão

- José Antonio Carlos de Seixas (1704–1742), portugiesischer Komponist und Cembalist
- Joaquim Machado de Castro (1731–1822), Bildhauer
- José Liberato Freire de Carvalho (1772–1855), Journalist, Politiker und klerikaler Freimaurer
- Francisco José de Sousa Loureiro (1772–1844) Arzt, Militär und Autor
- José Leandro da Silva e Sousa (1781–1834), Jurist und liberaler Politiker
- António Joaquim Barjona (1786–1866), Arzt, Hochschullehrer und liberaler Politiker
- Joaquim António de Aguiar (1792–1884), mehrmaliger Premierminister
- Guilherme Henriques de Carvalho (1793–1857), Bischof und Kardinal, Patriarch von Lissabon
- Francisco António Fernandes da Silva Ferrão (1798–1874), Jurist, Politiker und Freimaurer, zweimaliger Minister
- Inácio Accioli de Cerqueira e Silva (1808–1865), Kartograf, Geograf und Historiker in Brasilien, kaiserlicher Chronist
- Bernardo de Serpa Pimentel (1817–1895), Bibliothekar und Autor,
- António José de Freitas Honorato (1820–1898), Erzbischof von Braga
- António de Serpa Pimentel (1825–1900), Politiker, 1890 Ministerpräsident
- Augusto César Barjona de Freitas (1834–1900), Politiker und Jurist, mehrmaliger Minister
- Eduardo Coelho (1835–1889), Schriftsetzer und Journalist
- António Augusto Pereira de Miranda (1838–1922), Unternehmer und Politiker, 1887–1891 Gouverneur der Bank von Portugal
- Guilherme de Vasconcelos Abreu (1842–1907), Orientalist, Hochschullehrer und Militär
- Francisco Adolfo Coelho (1847–1919), Reformpädagoge, Volkskundler, Romanist, Lusitanist und Kreolist
- Manuel da Silva Gaio (1860–1934), Lyriker, Autor und Theoretiker
- António Augusto da Costa Mota (1862–1930), Bildhauer
- Antero de Figueiredo (1866–1953), Schriftsteller
- Camilo Pessanha (1867–1926), Schriftsteller
- Luís Dias dos Santos (1867–1946), portugiesisch-brasilianischer Bildhauer und Architekt
- Alberto Osório de Castro (1868–1946), Jurist und Schriftsteller, Justizminister unter Sidónio Pais
- Fortunato de Almeida (1869–1933), Historiker und Autor
- Eugénio de Castro e Almeida (1869–1944), Schriftsteller und Übersetzer, Begründer des Symbolismus in Portugal
- Augusto de Paiva Bobela da Mota (1879–1931), Militär und Kolonialverwalter, 1919–1920 Gouverneur Portugiesisch-Indiens
- António Cortesão (1891–1977), Agronom, Kolonialverwalter und Historiker
- Manuel José de Meneses Fernandes Costa (1893–?), Offizier und Kolonialverwalter
- José Campos de Figueiredo (1899–1965), Autor, Lyriker und Dramaturg, meist unter dem Pseudonym Paulo Prates
- Artur Paredes (1899–1980), Komponist und Gitarrist, Vater des Carlos Paredes
- César Maria de Serpa Rosa (1899–1968), Militär, von 1950 bis 1958 Generalgouverneur von Portugiesisch-Timor
- Humberto Amaral da Cruz (1900–1981), Luftfahrtpionier und Offizier

### 1901 bis 1925

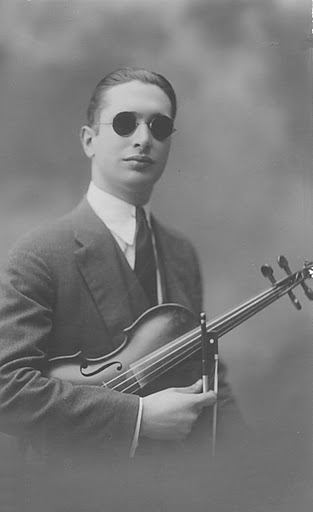
Mário Simões Dias in Paris (1927)

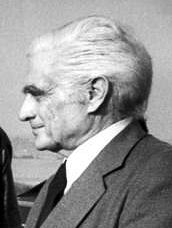
Álvaro Cunhal (1982)

- Mário Augusto da Silva (1901–1977), Physiker, in Frankreich und Portugal besonders durch seine Arbeiten zur Radioaktivität bekannt
- João Ameal (1902–1982), Autor, Journalist und Politiker
- Mário Simões Dias (1903–1974), Musikologe und Violinist
- Henrique de Barros (1904–2000), Agraringenieur und Politiker, Minister unter Mário Soares und Parlamentspräsident 1975–76
- Augusto Vaz Serra (1905–1994), Arzt und Hochschullehrer
- José de Campos Contente (1907–1957), Maler
- Carlos Augusto Ramos (1912–1983), Maler
- Álvaro Cunhal (1913–2005) war Politiker und von 1961 bis 1992 Vorsitzender der Portugiesischen Kommunistischen Partei
- José Maria Antunes (1913–1991), Fußballspieler, Nationaltrainer und Mediziner
- Luís Dourdil (1914–1989), Maler, Zeichner und Grafikkünstler
- João José Cochofel (1919–1982), Lyriker, Autor und Literaturkritiker
- Alberto José Pessoa (1919–1985), Architekt
- Rui Sanches (1919–2009), Bauingenieur und Politiker, mehrmaliger Bauminister
- Mário Braga (* 1921), Autor, Übersetzer und Journalist
- Maria Carlota Quintanilha (1923–2015), Architektin
- José G. Herculano de Carvalho (1924–2001), Linguist, Romanist und Lusitanist
- Fernando Aguiar-Branco (* 1923), Jurist und Politiker
- Leopoldo de Morais da Cunha Matos (* 1923), Elektroingenieur und Politiker
- João José Tinoco (1924–1983), Architekt, insbesondere in Mosambik
- Carlos Paredes (1925–2004), Gitarrist und Komponist, gilt als Meister der Portugiesischen Gitarre

### 1926 bis 1950

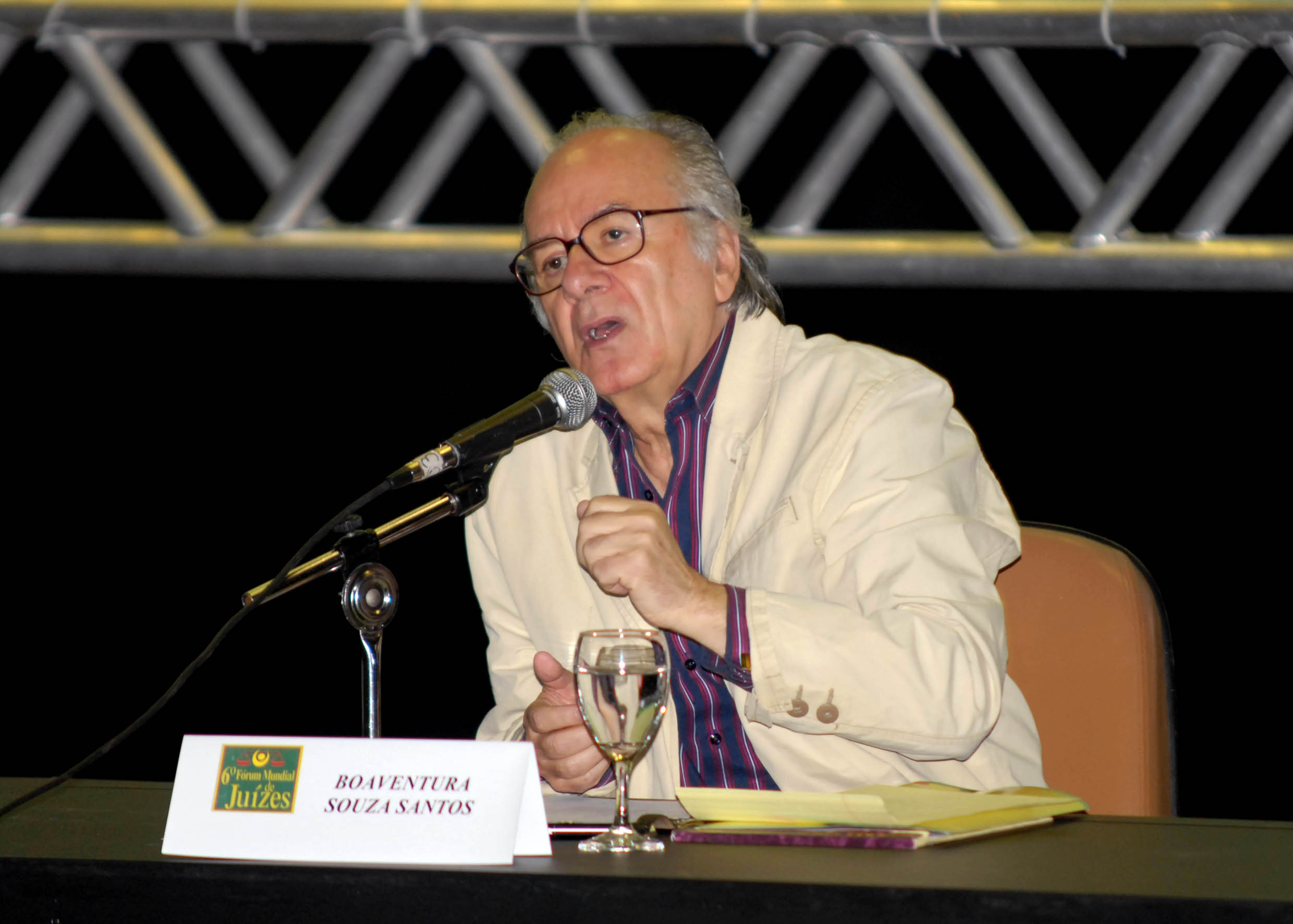
Boaventura de Sousa Santos (2010)

- António Pinho Brojo (1928–1999), Musiker und Pharmazeut, Gitarrist des Fado de Coimbra
- Costa Lobo (1929–2013), Bauingenieur und Stadtplaner
- Mário Raposo (1929–2013), Jurist und Politiker, mehrmaliger Justizminister
- Mário Silva (* 1929), Maler
- Pedro Olaio (* 1930), Maler
- Jorge Pinheiro (* 1931), Maler
- Vasco Berardo (* 1933), Medailleur und Bildhauer
- Luís Goes (1933–2012), Arzt, bekannt geworden als Sänger des Fado de Coimbra
- José Forjaz (1936–2024), portugiesisch-mosambikanischer Architekt
- Rui Mendes (* 1937), Schauspieler und Theaterregisseur
- Fernando Assis Pacheco (1937–1995), Autor, Übersetzer, Journalist und Germanist
- Teolinda Gersão (* 1940), Schriftstellerin
- Boaventura de Sousa Santos (* 1940), Soziologe, Autor und Hochschullehrer
- Ana Vieira (* 1940), Künstlerin
- João Machado (* 1942), Designer und Bildhauer
- Eduardo Batarda (* 1943), Maler, Vater der Schauspielerin Beatriz Batarda
- Mário Vieira de Carvalho (* 1943), Musikwissenschaftler und Autor
- José Álvaro Morais (1943–2004), Filmregisseur
- Francisco Lucas Pires (1944–1998), Jurist und konservativer Politiker
- António Manuel Hespanha (* 1945), Historiker und Jurist, Hochschullehrer
- Carlos Amaral Dias (* 1946), Psychoanalytiker und Hochschullehrer
- Mário Crespo (* 1947), Journalist, Fernsehreporter und Hochschullehrer
- Al Berto (1948–1997), Dichter
- Eugénia Vasques (* 1948), Theaterkritikerin und Hochschullehrerin
- Zita Seabra (* 1949), bekannteste Dissidentin der Kommunistischen Partei Portugals
- Miguel Beleza (* 1950), Ökonom, 1990–1991 Finanzminister, 1992–1994 Präsident der portugiesischen Nationalbank
- Armando Luís de Carvalho Homem (* 1950), Historiker und Hochschullehrer

### 1951 bis 1975

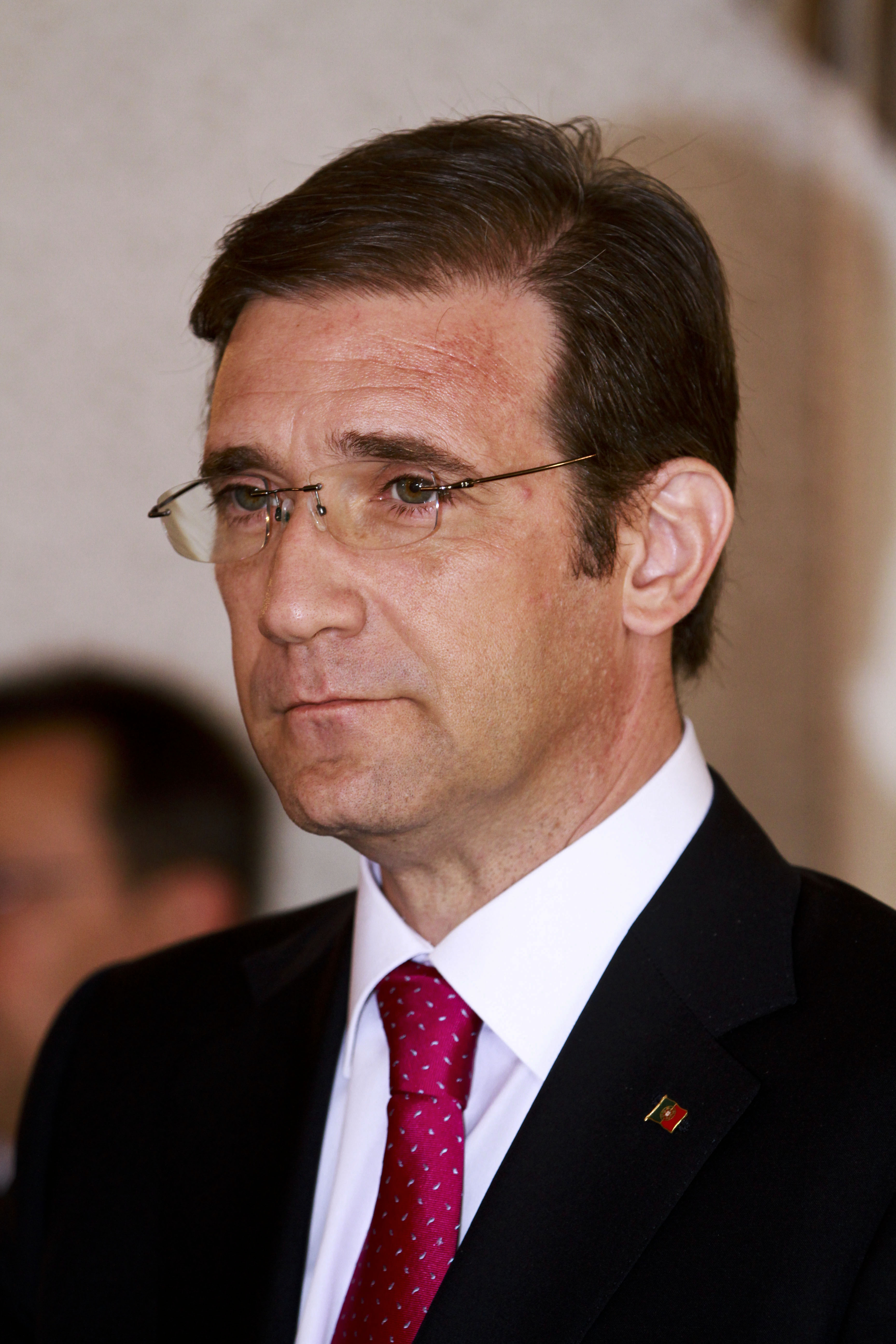
Ehemaliger Premierminister Pedro Passos Coelho

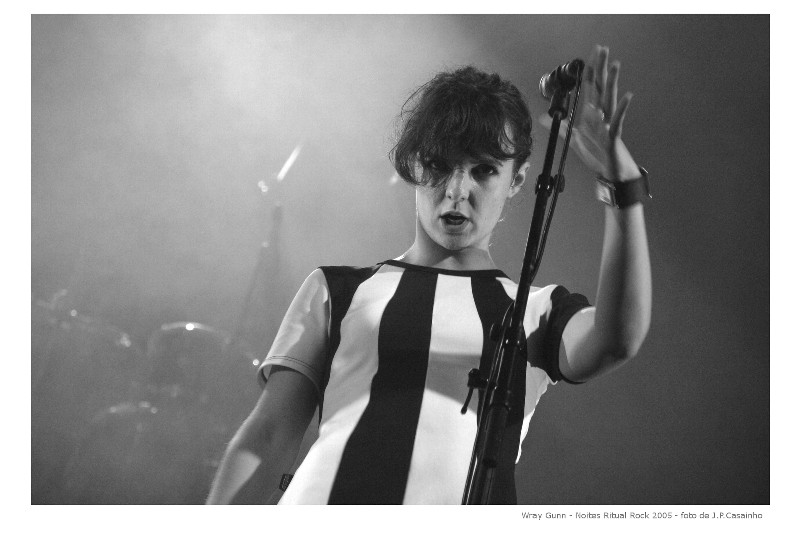
Raquel Ralha, 2005 in Porto mit WrayGunn

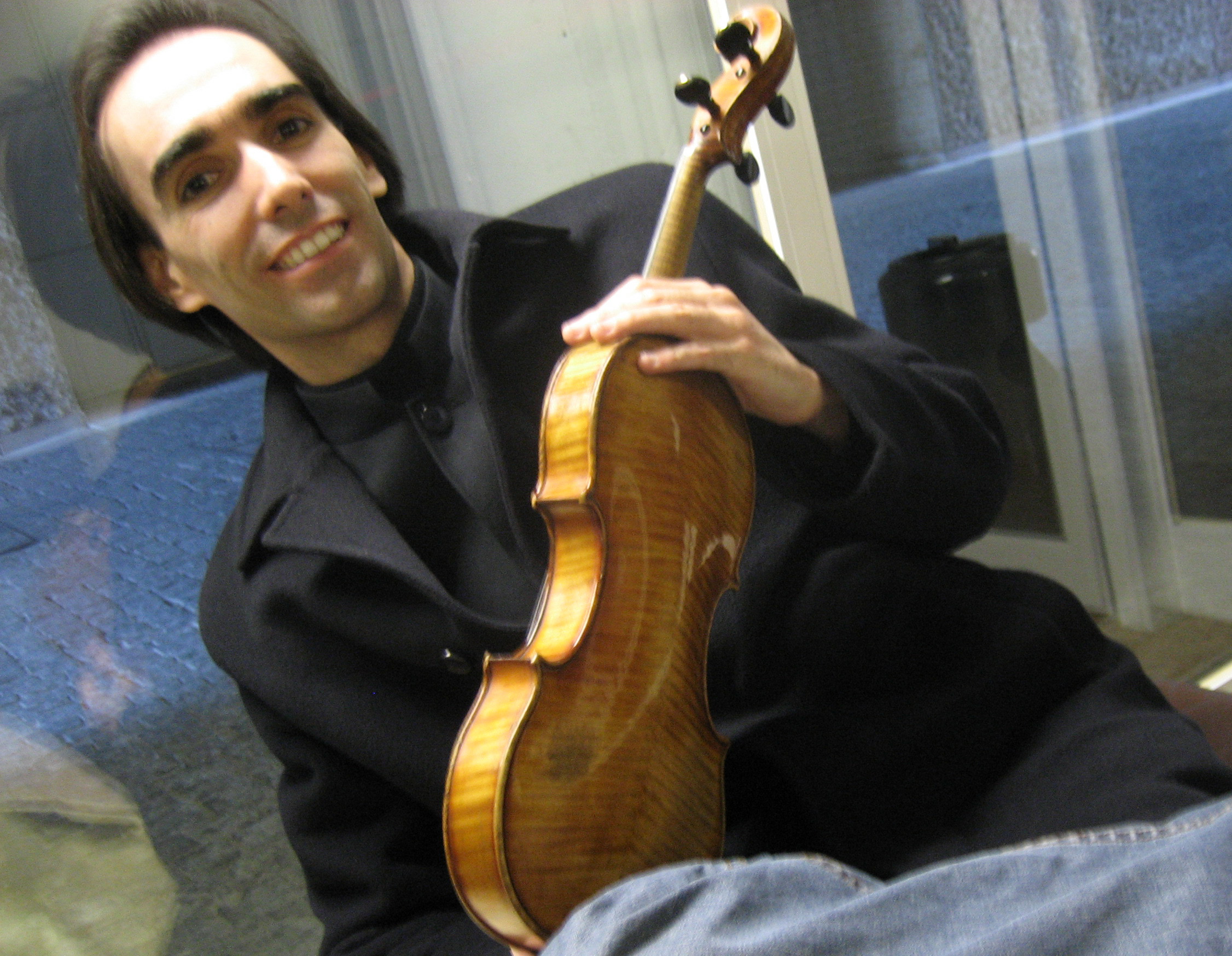
Carlos Damas (2011)

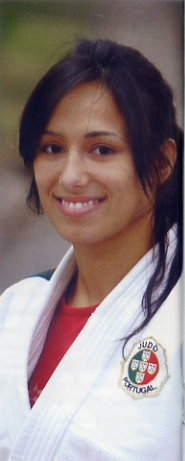
Joana Ramos (2008)

- Fausto Correia (1951–2007), sozialistischer Politiker
- José Adelino Maltez (* 1951), Politikwissenschaftler, Autor und Freimaurer
- António Menezes Cordeiro (* 1953), Jurist und Autor
- Maria da Glória Garcia (* 1953), Juristin, Rektorin der Universität Coimbra
- Anabela Rodrigues (* 1953), Juristin und Politikerin, 2014–2015 Innenministerin
- Maurício Abreu (* 1954), Fotograf und Publizist
- Joana Marques Vidal (1955–2024), Juristin, Generalstaatsanwältin Portugals
- Carlos Paião (1957–1988), Musiker
- Maria Teresa Maia Gonzalez (* 1958), Schriftstellerin
- José Manuel Pureza (* 1958), Soziologe und Jurist, Politiker und Hochschullehrer
- Luís Esparteiro (* 1959), Schauspieler
- António Lobo Xavier (* 1959), Jurist und konservativer Politiker
- João Mendes Ribeiro (* 1960), Architekt
- Amândio Coroado (* 1962), Filmproduzent und Hochschullehrer
- Inês Pedrosa (* 1962), Schriftstellerin und Journalistin
- José Viterbo (* 1962), Fußballtrainer
- Margarida Mano (* 1963), Politikerin und Verwaltungswissenschaftlerin, mehrmalige Ministerin
- Pedro Passos Coelho (* 1964), konservativ-liberaler Politiker, 2011–2015 Premierminister
- Miguel Constância (* 1964), Biologe
- Paulo Saraiva (1964–2012), Musiker
- Paulo Filipe Monteiro (* 1965), Theaterregisseur, Autor und Hochschullehrer
- João Rasteiro (* 1965), Lyriker und Übersetzer
- Mário Silvares de Carvalho Figueiredo (* 1966), Jurist und Sportfunktionär, 2012–2014 Präsident der portugiesischen Fußball-Profiliga
- Paulo Mota Pinto (* 1966), Jurist und Hochschullehrer, Verfassungsrichter
- Duarte Barrilaro Ruas (* 1967), Schauspieler, Theaterregisseur, Theaterproduzent und Autor
- Miguel Poiares Maduro (* 1967), Jurist und Politiker, Minister im Kabinett Passos Coelho
- Constança Urbano de Sousa (* 1967), Juristin, Hochschullehrerin und Politikerin, Ministerin im Kabinett Costa I
- Sérgio Azevedo (* 1968), Komponist und Hochschullehrer
- Carlos Fernando da Costa Antunes (* 1969), Architekt
- Regina Pessoa (* 1969), Animations-Regisseurin, bekannt durch ihren prämierten Kurzfilm História Trágica com Final Feliz
- Artur Ribeiro (* 1969), Filmregisseur und Drehbuchautor
- Pedro Almeida Vieira (* 1969), Schriftsteller
- António Ferreira (* 1970), Regisseur
- Pedro Ferreira (* 1970), Violinist und Komponist
- JP Simões (* 1970), Musiker
- Joana Fernandes Costa (* 1971), Richterin
- Catarina Ruivo (* 1971), Regisseurin
- Raquel Ralha, Musikerin, als Sängerin der Band WrayGunn bekannt
- Carlos Damas (* 1973), Musiker, gilt als bedeutendster moderner Geiger Portugals
- Sérgio Conceição (* 1974), Fußballspieler und -trainer
- Marta Temido (* 1974), Gesundheitsökonomin, seit 2018 portugiesische Gesundheitsministerin
- Gonçalo Gomes (* 1975), Autorennfahrer
- Alex Santos (* 1975), DJ, Musiker und Produzent

### Ab 1976

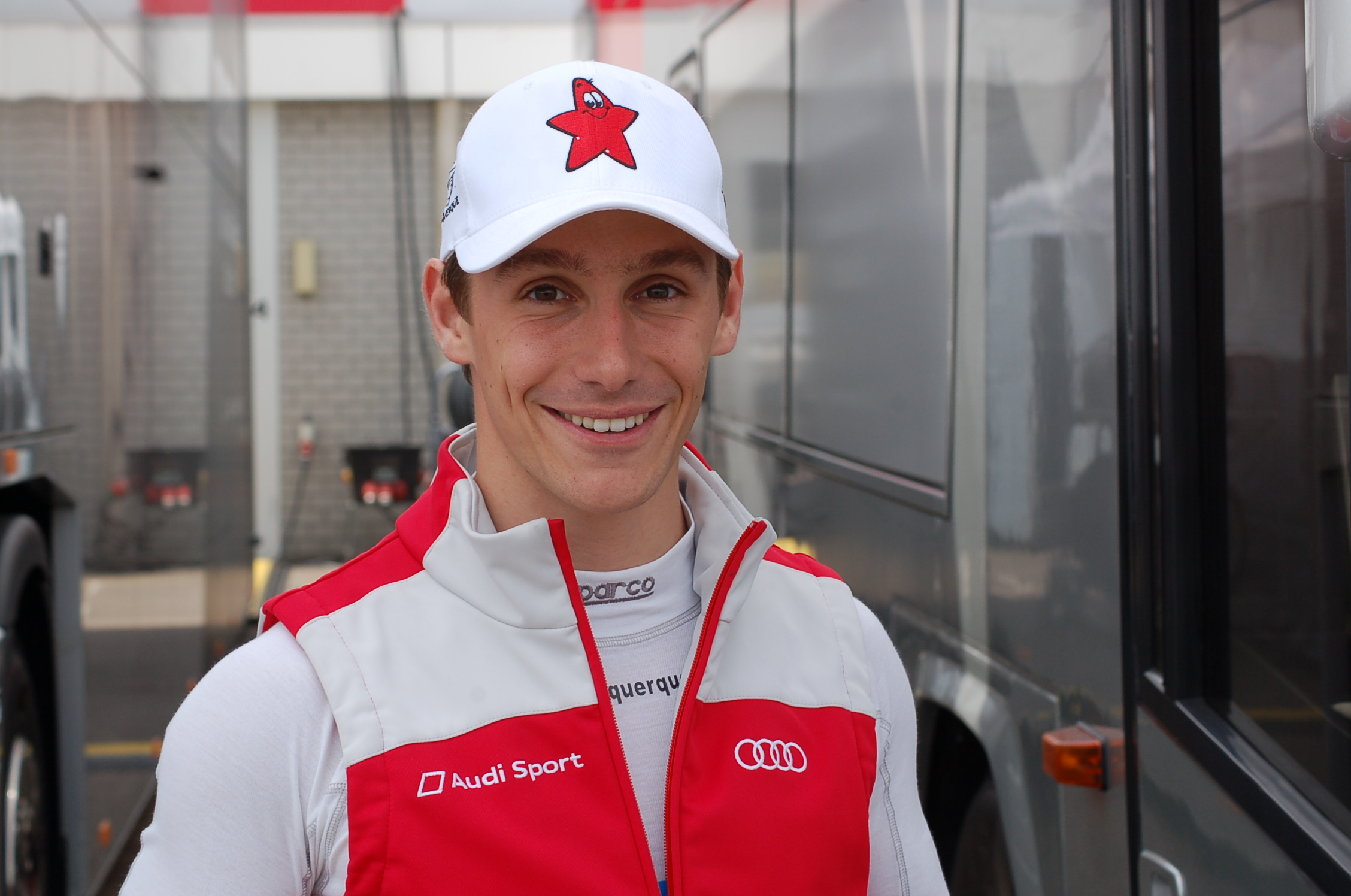
Filipe Albuquerque in Zandvoort (2011)

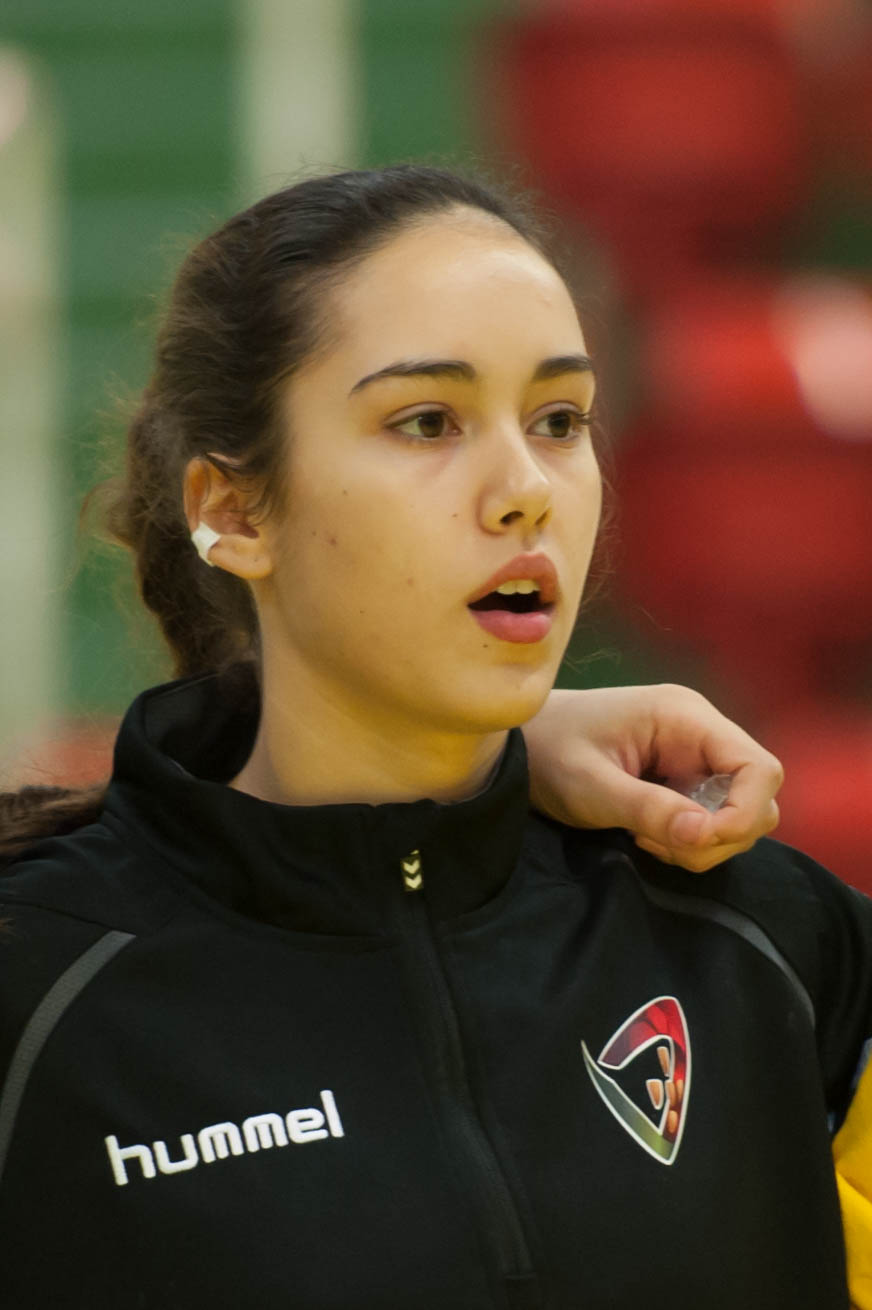
Patrícia Rodrigues vor dem Länderspiel gegen Israel (2014)

- Marisa Matias (* 1976), Politikerin, Europaabgeordnete der Partei Bloco de Esquerda
- André Sardet (* 1976), Musiker
- Alexander Sauer (* 1976), Hochschullehrer für angewandte Wissenschaften
- Paulo Adriano (* 1977), Fußballspieler
- Jaime Correia (* 1978), Rennfahrer
- Inês Santos (* 1978), Sängerin
- Nuno Filipe Oliveira Santos (* 1978), Fußballspieler
- Liana (* 1979), Fadosängerin
- Joana Serrado (* 1979), Philosophin und Autorin
- Pedro Rodrigues (* 1980), Musiker, klassischer Gitarrist
- João Neto (* 1981), Judoka, Europameister 2008
- Cleia Almeida (* 1982), Schauspielerin
- Joana Ramos (* 1982), Judoka, Europameisterin 2011
- Zé Castro (* 1983), Fußballspieler
- João Camões (* 1983), Musiker
- Ana Lopes (* 1983), Schauspielerin
- Diana Pereira (* 1983), Model und Unternehmerin, wurde Supermodel of the World 1997, Gattin des Tiago Monteiro
- Edgar Marcelino (* 1984), Fußballspieler
- Mimicat (* 1984), Sängerin und Songwriterin
- Filipe Albuquerque (* 1985), Rennfahrer
- André Coimbra (* 1986), Pokerspieler
- David Silva (* 1986), Fußballspieler, Nationalspieler der Kapverden
- Miguel Veloso (* 1986), Fußballspieler
- Ana Rente (* 1988), olympische Sportgymnastin
- Edgar Morais (* 1989), Schauspieler
- Rafael Morais (* 1989), Schauspieler
- Lídia Pereira (* 1991), Politikerin
- Bárbara Luz (* 1993), Tennisspielerin
- Diogo Branquinho (* 1994), Handballspieler
- Mia Tomé (* 1994), Schauspielerin
- Patrícia Rodrigues (* 1997), Handballspielerin
- Mauro Pereira (* 1998), Leichtathlet
- Ana Seiça (* 2001), Fußballspielerin
- André Amaro (* 2002), Fußballspieler
- Francisco Conceição (* 2002), Fußballspieler
- Camila Rebelo (* 2003), Schwimmerin
- Diogo Matos Ribeiro (* 2004), Schwimmer

## Weitere Personen mit Bezug zu Coimbra

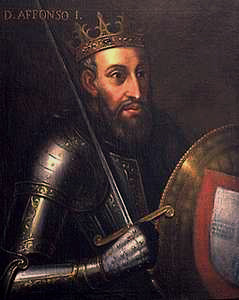
König Alfons I., der Eroberer; erster König Portugals

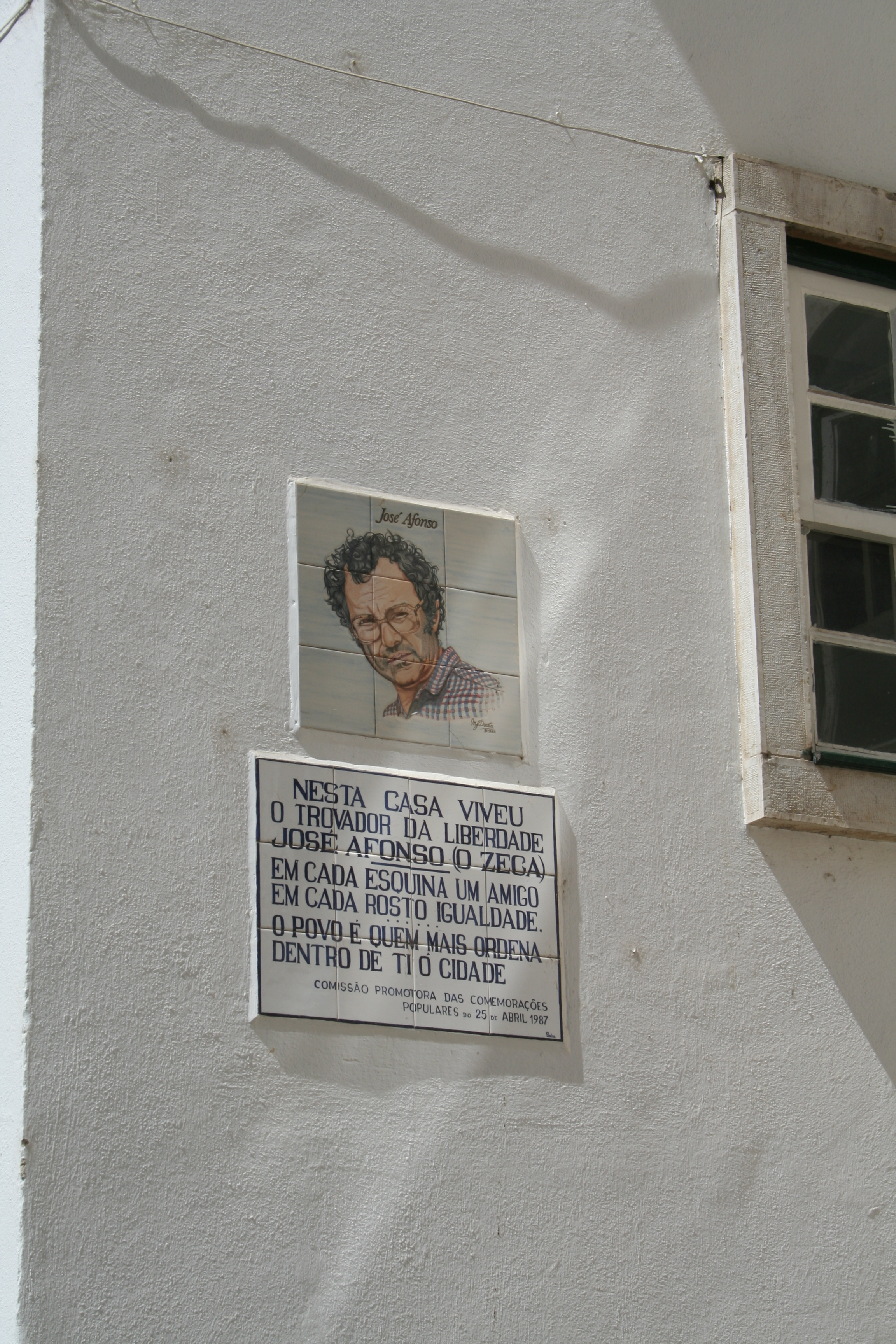
Gedenktafel am ehemaligen Wohnhaus José Afonsos in Coimbra

- Fernando de Castilla y León (1018–1065), König und Kaiser von Kastilien eroberte Coimbra von den Mauren zurück
- Gregor VIII. (Gegenpapst) († 1137), war von 1099 bis 1109 Bischof in Coimbra
- Alfons I., der Eroberer (Afonso I. Henriques) (1109–1185), der erste König von Portugal starb am 6. Dezember 1185 in Coimbra
- Dionysius (Dom Dinis), der Bauernkönig (o lavrador) (1261–1325), der sechste König von Portugal aus dem Hause Burgund gründete in Coimbra die erste Universität Portugals
- Königin Elisabeth von Portugal (Rainha Santa Isabel) (1271–1336), zog sich nach dem Tod ihres Mannes nach Coimbra zurück, Stadtpatronin
- Inês de Castro (1320–1355), Ehefrau des späteren Königs D. Pedro I., sie wurde auf Befehl ihres Schwiegervaters, König D. Afonso IV in Coimbra hingerichtet, ihre Geschichte wird in dem Nationalepos Portugals „Os Lusíadas“ von Camões verarbeitet („… que depois de ser morta foi rainha“ – … die, die nach dem Tod Königin wurde)
- André de Gouveia (1497–1548), Humanist und Pädagoge der Renaissance, lehrte und starb in Coimbra
- Garcia da Orta (1499–1568), Botaniker und Pharmazeut, lehrte in Coimbra, erster europäischer Verfasser einer Abhandlung über Tropenmedizin
- Heliodoro de Paiva (1502–1552), Komponist, Philosoph und Theologe, lebte und arbeitete in Coimbra, wo er auch starb
- Luis de Molina (1535–1600), spanischer Jesuit, Theologe und Begründer des Molinismus, studierte und lehrte in Coimbra
- Carolina Michaëlis de Vasconcelos (1851–1925), deutsch-portugiesische Romanistin, erste lehrende Frau an der Universität Coimbra
- Ernst Matthes (1889–1958), deutscher Zoologe, lehrte und wirkte in Coimbra
- Joaquim de Carvalho (1892–1958), Philosoph, studierte, lehrte und starb in Coimbra
- Armando de Lacerda (1902-), Germanist, Romanist und Phonetiker, lehrte und starb in Coimbra
- Manuel de Paiva Boléo (1904–1992), portugiesischer Romanist, Lusitanist, Philologe und Dialektologe, lehrte und starb in Coimbra
- Albin Eduard Beau (1907–1969), deutscher Germanist, Romanist und Lusitanist, lehrte und starb in Coimbra
- Miguel Torga (1907–1995), wirkte als Schriftsteller und Arzt in Coimbra
- José Afonso (1929–1987), Komponist und Protestsänger, studierte und lebte eine Zeit in Coimbra
- Mário Wilson (1929–2016), erster portugiesischer Meistertrainer von Benfica Lissabon und Nationaltrainer, vorher lange Jahre Fußballspieler und Trainer von Académica de Coimbra
- Vital Moreira (* 1944), sozialistischer Politiker und Jurist, studierte und lehrt seither in Coimbra
- The Legendary Tigerman (* 1970), Blues-/Rockmusiker, Gründungsmitglied in Coimbra der Bands Tédio Boys und WrayGunn